# Gnatholepis yoshinoi
Gnatholepis yoshinoi är en fiskart som beskrevs av Suzuki och Randall 2009. Gnatholepis yoshinoi ingår i släktet Gnatholepis och familjen smörbultsfiskar. Inga underarter finns listade i Catalogue of Life.